# 北京大学光華管理学院
光華管理学院（光华管理学院、こうかかんりがくいん、英語: Guanghua School of Management）は、北京大学のビジネススクール。
中国における新自由主義運動の拠点の一つ。学士号、修士号（含MBA、EMBA、MPacc）、博士号を取得出来る。中国のビジネススクールの中では清華大学経営管理学院（初代院長：朱鎔基）と双璧を成す名門である。
香港光華管理学院とは一切関係無い。

## 沿革
- 1980年 北京大学経済系が国民経済管理専業を設置
- 1985年 北京大学経済管理系として独立
- 1993年 経済管理系と管理科学中心が前身となって北京大学工商管理学院を設立
- 1994年 台湾の光華教育基金会から寄付を受け、光華管理学院へ改名[1]

## 著名な関係者

### 教員
- 厲以寧（中国語版） - 初代院長。李克強の論文指導教授。
- 張維迎 - 元院長
- 小島麗逸 - 客員教授

### 出身者
- 許勤
- 中川コージ - 博士号、修士号取得